# Unione Sportiva Città di Jesolo
L'Unione Sportiva Città di Jesolo è stata una società calcistica italiana con sede nella città di Jesolo.
Matricola FIGC 46220 in precedenza denominata Smile Lido Jesolo, nella stagione 2010-2011 ha mutato la propria denominazione in SandonàJesolo Calcio Srl trasferendosi a San Donà di Piave. Nel 2013, con la fine del progetto SandonàJesolo, l'U.S Città di Jesolo non è stato rifondato, e quindi l'unica rappresentante del calcio jesolano rimane la storica l'A.C.D. Jesolo, che giocava allo stadio Antiche Mura e che non va quindi confusa con la società non più esistente.
Con il nome di "U.S. Città di Jesolo" ha disputato numerosi campionati di Serie D e un campionato di Serie C2.

## Storia
La società in precedenza si chiamava Lido di Jesolo, fondata nel 1969 adottò i colori biancocelesti. Iscritta al campionato di Terza Categoria non va confusa con lo storico A.C. Jesolo che proprio in quell'anno veniva retrocesso dalla Serie D. Mentre nel 1973 l'A.C. Jesolo conquista una storica Coppa Italia Dilettanti, il Lido di Jesolo attua una fusione con la terza squadra del litorale l'Adriatica. Inizia una lunga avventura nei campionati dilettantici veneti sino a quando nel 1999 accede al campionato di Promozione raggiungendo il suo massimo storico.
Nel 2001 ha assunto la denominazione U.S. Città di Jesolo cambiando i propri colori sociali in nero-azzurro. Grazie all'acquisizione del titolo sportivo dell'A.C. Sandonà 1922 partecipa al campionato di Serie D.
Dopo essersi salvata ai play-out nel 2003-04 eliminando il Bolzano, nel campionato seguente la squadra neroazzurra guidata da Giuliano Zoratti raggiunge i play-off riuscendo a vincere la fase a gironi. Non esistendo ancora una fase nazionale venne composta una graduatoria tra le nove vincenti i play-off. L'U.S. Città di Jesolo grazie anche ai titoli sportivi dell'ex A.C. Sandonà termina in testa alla graduatoria ottenendo l'accesso alla Serie C2.
Nel primo campionato professionistico della sua storia i neroazzurri terminano al quindicesimo posto, costretti ai play-out vengono sconfitti dall'Olbia (1-2; 1-1). Ne seguono altri campionati di serie D da protagonista, ma nelle due occasioni nelle quali accede ai play-off viene sempre eliminata al primo turno.
Al termine del Campionato di Serie D 2009-2010 la società si trasferisce a San Donà di Piave (VE) assumendo la denominazione SandonàJesolo Calcio e cambiando i colori sociali in biancoceleste. Non cambia la matricola FIGC 46220 che in realtà è ancora quella storica dell'A.C. Sandonà. La squadra SanDonàJesolo Calcio giocava allo Stadio Verino Zanutto di San Donà di Piave.

## Palmarès

### Altri piazzamenti
- Serie D:

Terzo posto: 2004-2005 (girone C)

## Stadio
Il campo di gioco del Lido di Jesolo era il Campo Sportivo Giovanni XXIII, un campo di gioco a fondo erboso 102 m x 63 m, di Jesolo.
In seguito si trasferì allo Stadio Armando Picchi, un campo sportivo scoperto della capienza di 2000 spettatori a fondo erboso 105 m x 65 m.
Dal 2010 al 2013 si era trasferito allo Stadio Verino Zanutto di San Donà di Piave. Lo stadio "Zanutto" ospitava le partite casalinghe del SandonàJesolo. L'impianto può ospitare 4000 spettatori. È un campo di gioco scoperto, a fondo erboso e ampio 105 m x 64 m.